# Хенри, Карл
Карл Леви Даниэль Хенри (англ. Karl Levi Daniel Henry; 26 ноября 1982, Эшмор Парк, Вулвергемптон, Англия) — английский футболист, полузащитник.

## Карьера
Карл Хенри начал свою карьеру, как игрок молодёжной команды «Сток Сити» в 1998 году. Его дебют состоялся в матче Трофея Футбольной лиги против «Уолсолла», 7 февраля 2001 года. После этого Карл стал играть в основном составе «Сток Сити», в сезоне 2001/02, он сыграл 15 матчей и помог своей команде выйти в Чемпионшип через плей-офф. Хенри продолжил играть за основной состав, сыграв 21 матч в сезоне 2002/03. Он забил свой первый и единственный гол за «Сток Сити» в матче против «Брэдфорд Сити» 26 декабря 2002 года.
В сезоне 2003/04, Хенри был отправлен в аренду в «Челтнем Таун» на 5 месяцев. Он дебютировал в матче против «Линкольн Сити», 13 января 2004 года.
В сезонах 2004/05 и 2005/06 он стал запасным, выходил в основном составе 15 раз, и выходил на замену 34 раза.
Летом 2006 года Хенри остался без контракта, но тренировался вместе со «Стоком». В августе «Вулверхэмптон Уондерерс» и «Сток» договорились о трансфере Хенри. Это завершило его восьмилетнюю карьеру за «Сток Сити».
23 июля 2013 года Хенри подписал контракт с футбольным клубом «Куинз Парк Рейнджерс».